# Sungi
De Sungi is een rivier in de Indonesische provincie Bali op het gelijknamige eiland. De rivier heeft zijn oorsprong in het berggebied in het noorden van Bali en mondt ten westen van Kerobokan Kelod uit in de Straat Bali.